# Caspar Suevus (Mediziner)
Caspar Suevus (* in Leorin, Schlesien; † 1661 in Dresden) war ein deutscher Mediziner und kursächsischer Leibarzt.

## Leben
Seine Ausbildung begann er als Nicht-Vereidigter im Jahr 1617 an der Universität Frankfurt/Oder und setzte sein Studium am 17. April 1619 in Wittenberg fort. Hier graduierte er am 7. November 1629 zum Lizentiaten und promovierte am 11. Mai 1630. Seine Dissertation zum Lizentiaten unter dem Titel „De variolis et morbillis theses“ fand am 5. November 1629 statt, betreut von Johann Georg Pelshofer.
Nach seiner Promotion zog Suevus nach Dresden, wo er aufgrund seiner bisherigen Erfahrungen und ohne vorherige Hofarzttätigkeit zum Leibarzt des Kurfürsten Johann Georg I. bestellt wurde. Am 20. Dezember 1634 verstarb Peter Heige, was eine Vakanz in der Position des Leibarztes zur Folge hatte. Diese Situation führte dazu, dass die verbleibenden Leibärzte am 15. Februar 1636 ein Gesuch unterstützten, Suevus als neuen Leibarzt zu installieren, da sie seit dem Tod von Heige überlastet waren und den Kurfürsten auf dessen Kriegszug nicht begleiten konnten. Am 22. Februar 1637 äußerte Suevus seine Dankbarkeit für die ihm angebotene Stelle, gab jedoch zu bedenken, dass er sich den Umzug nach Dresden finanziell nicht leisten könne. Zudem hatte seine verpflichtende Tätigkeit für den Kurfürsten ohne formale Bestallung ihn gezwungen, seine anderen Patienten in Wittenberg zu vernachlässigen. Seit dem 1. November 1636 hielt er sich in Leipzig auf, wahrscheinlich weil er die Kosten für einen Umzug nach Dresden nicht tragen konnte und dort auch keine Wohnung fand. In einem kurfürstlichen Schreiben vom 21. Juli 1637 wurde schließlich auf die Anfragen von Suevus reagiert, wobei der Kurfürst die Rückdatierung seiner Bestallung anordnete.
Nachdem Caspar Suevus schließlich als Leibarzt bestallt wurde, setzten sich seine Herausforderungen fort. Am 30. November 1647 wandten sich Suevus und der ebenfalls stark beanspruchte Leibarzt Lorenz Pabst an den Kurfürsten, um auf die extremen Arbeitsbedingungen und die unzureichende Vergütung hinzuweisen. Sie beklagten, dass sie seit zwei Jahren, seit dem Tod ihres Kollegen Heinrich Erndtel, täglich und auch nachts um ihre Patienten bemüht sein mussten. Die vielen erforderlichen Reisen erschwerten zusätzlich die Behandlung ihrer sonstigen Patienten.
Die angespannte Lage führte zu weiteren Beschwerden, die am 9. Januar 1654 in einem formellen Schreiben von Suevus und seinen Kollegen dokumentiert wurden. Sie lebten aufgrund der fast vollständig ausgebliebenen Bezahlung unter prekären Umständen und baten den Kurfürsten dringend um zusätzliche Einnahmequellen aus einem weiteren Amt, um ihre Lage zu verbessern.

## Familie
Caspar Suevus hatte eine Tochter, Elisabeth Suevus, die Johann Eichhorn (1619–1679), ebenfalls ein Mediziner, heiratete. Mögliche weitere Familienmitglieder sind Caspar Svevus, der um 1610 als Rektor in Löwenberg tätig war, und Gottfried Suevus, der 1644 eine Juraprofessur in Wittenberg übernahm. Anna Dorothea Suevus, geborene Reusner, verwitwete Still, war eine Tochter des Juraprofessors Bartholomäus Reusner und ebenfalls verwandt mit dem Arzt Hieronymus Reusner.